# Gestaffelter Mutterschutz nach Fehlgeburten
Der gestaffelte Mutterschutz nach Fehlgeburten in Deutschland ermöglicht, sich nach einer Fehlgeburt zu erholen. 
Seit 1. Juni 2025 gilt eine Regelung, die bereits deutlich vor der bisherigen Grenze von 24 SSW greift und die Schutzfristen je nach Schwangerschaftswoche staffelt (§ 3 Absatz 5 Mutterschutzgesetz): 
Bei einer Fehlgeburt ab der 13. SSW gibt es seitdem zwei Wochen Mutterschutz, ab der 17. SSW vier Wochen, ab der 20. SSW acht Wochen. 
Ziel ist es, sowohl psychische als auch körperliche Belastungen besser abzufedern und gesundheitliche Folgen zu minimieren.

## Entstehungsgeschichte

### Petition zum gestaffelten Mutterschutz
Eine Petition von Natascha Sagorski von 2022 setzte sich für einen gestaffelten Mutterschutz bei Fehlgeburten ein. Sie fordert eine frühere Inanspruchnahme des Mutterschutzes, um betroffenen Frauen eine notwendige Regenerationszeit zu ermöglichen. Laut Sagorski erleben viele Frauen eine Fehlgeburt ohne rechtlichen Anspruch auf Mutterschutz und sind auf Krankschreibungen angewiesen, die jedoch nicht immer ausgestellt werden. Die Petition hat in verschiedenen gesellschaftlichen Gruppen breite Unterstützung gefunden und wurde an den Deutschen Bundestag überwiesen.

### Reaktionen aus der Politik
Die geplante Einführung eines gestaffelten Mutterschutzes bei Fehlgeburten stieß in der Politik auf breite Zustimmung. Der Bundesrat forderte in einer am 5. Juli 2024 gefassten Entschließung die Bundesregierung auff, für Betroffene von Fehlgeburten Schutzfristen im Sinne des Mutterschutzgesetzes einzuführen. Während die Bundesfamilienministerin Lisa Paus (Grüne) eine Lösung ab der 15. Schwangerschaftswoche vorschlug, forderte die Union einen Schutz bereits ab der 13. Woche. Am 30. Januar 2025 beschloss der Bundestag den Gesetzentwurf zur Anpassung des Mutterschutzgesetzes. Das Gesetz trat am 1. Juni 2025 in Kraft.